# 莱利斯塔德

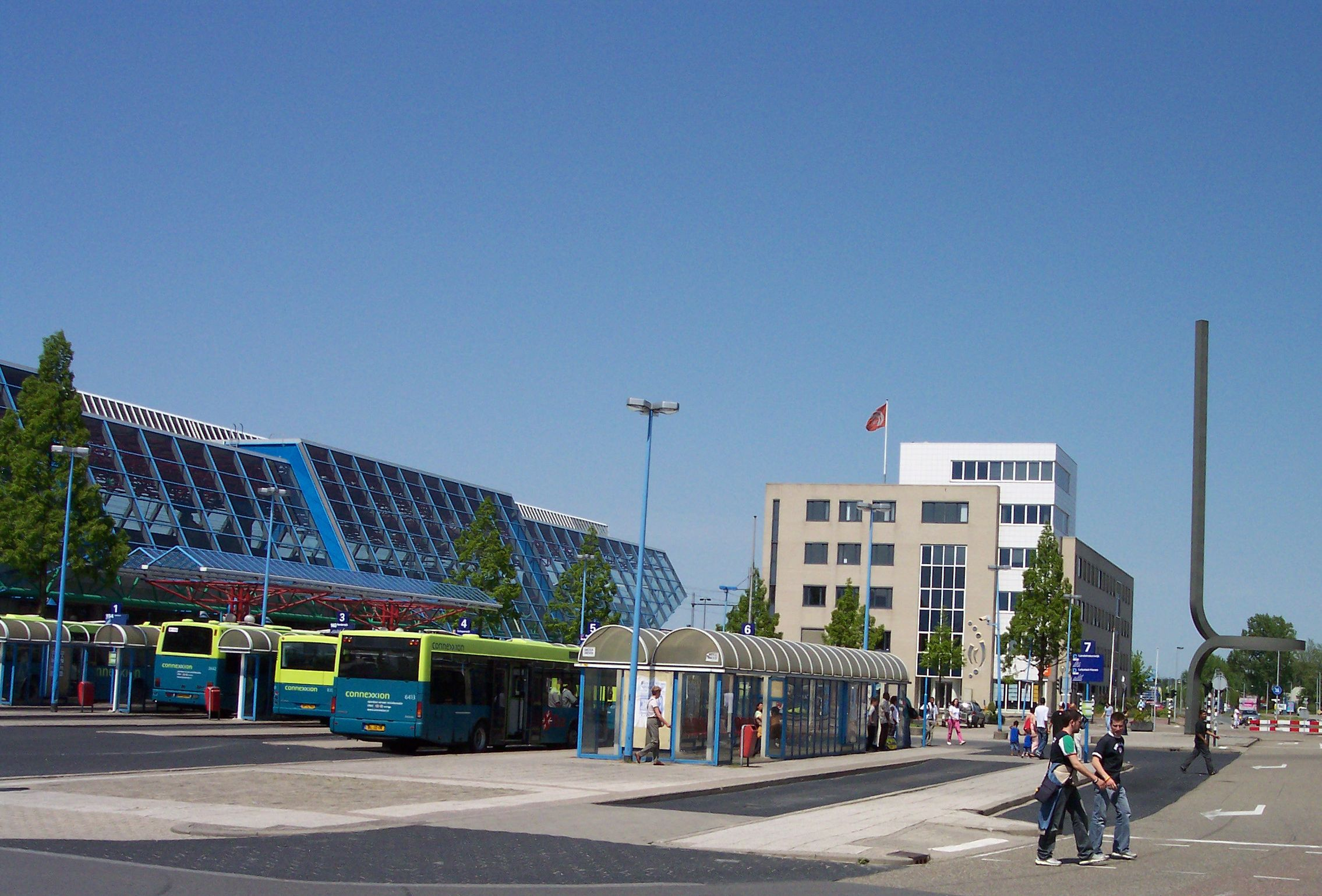
莱利斯塔德中心車站

莱利斯塔德（荷蘭語：Lelystad）是位于荷兰中部的一座城市和市镇，也是弗莱福兰省的首府，人口70,698人（2005年）。莱利斯塔德于1967年在新开垦的土地上建立，城市海拔约为海平面以下5米。1980年正式設為城市，以负责大堤建设项目的领导者、著名的水利工程师康奈利斯·莱利（Cornelis Lely）的名字命名。